# Programa Antártico de Estados Unidos

Logo

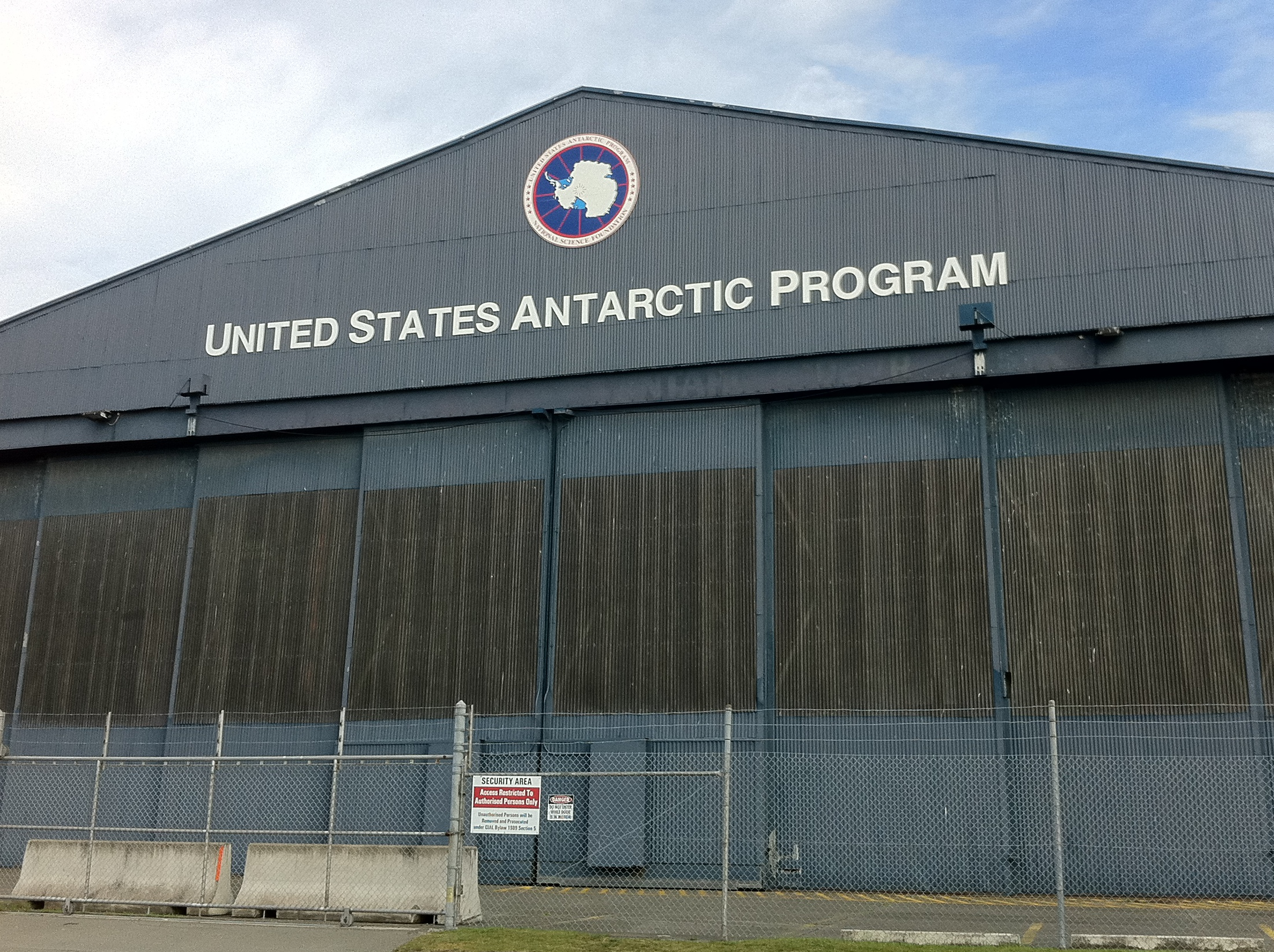
Hangar del Programa Polar de Estados Unidos en el Aeropuerto Internacional Christchurch en Christchurch (Nueva Zelanda).

El Programa Antártico de Estados Unidos (del inglés: United States Antarctic Program), abreviado  USAP, es una organización del gobierno de Estados Unidos que tiene presencia en el continente de la Antártida. Coordina la investigación y el apoyo operativo para la investigación en la región. Los objetivos del organismo son:
"...ampliar el conocimiento fundamental de la región, fomentar la investigación sobre los problemas mundiales y regionales de importancia científica actual, y utilizar la región como plataforma o base para apoyar las investigaciones."
El programa polar de Estados Unidos fue fundado por la Oficina de Programas Polares de la Fundación Nacional de Ciencias, exclusivamente para las investigaciones realizadas en la Antártida.
En la actualidad la USAP mantiene durante todo el año 3 estaciones de investigación en la Antártida, la (base McMurdo la  base Amundsen-Scott y la base Palmer), así como varios campamentos estacionales. Adicionalmente, la USAP mantiene varios buques de investigación que navegan en las aguas de la Antártida.
El programa de presupuesto fiscal para 2008 fue de 295 millones $.